# Pixel Slate
Pixel Slate（ピクセル スレート、開発中のコードネームはNocturne）は、Googleによって開発された、ChromeOS搭載タブレットである。2018年10月9日にMade by Googleイベントで発表された。
2019年6月、Googleはラインナップを拡充しないことを表明し、開発中の2つのモデルを中止した。2021年1月20日にGoogleストアから削除され、販売終了した。

## 概要
2015年発売のPixel C以来のタブレット新機種登場となった。ただ、Pixel CはAndroidタブレットだった一方で、Pixel SlateはChromeOSを採用している。
価格は、プロセッサとストレージ容量に応じて、アメリカでは、599ドルから1599ドルの範囲で設定されていた。
なお、Pixel Slateは、2026年6月までChromeOSの自動アップデートの対象である。

## 特徴

### ハードウェア
解像度3000 × 2000 (293ppi)の、12.3インチ (310mm) "Molecular" LCDディスプレイを備える。デバイスの寸法は202 mm × 290.9 mm × 7 mm (8.0 in × 11.5 in × 0.3 in) (高さ × 幅 × 厚さ)となっている。
全モデルにTitan Cセキュリティチップが搭載されている 。「ミッドナイトブルー」カラーでのみ利用可能で、すべてのモデルの側面に取り付けられた、指紋スキャナーを使うことができる。
入出力端子としては、2つのUSB-Cポートがデバイスの両側に1つずつ備わっている。どちらも、48 Whのバッテリーの充電とメディア転送に使用できる。
カメラは前面と背面で2つであり、前面には、f/1.9の開口部と1.4μmピクセルサイズの8メガピクセルのセンサー、背面には8メガピクセルのセンサーもありますが、わずかに広いf/1.8の絞りと1.12μmのピクセルサイズがある。どちらも1080p（毎秒30フレーム） の動画撮影に対応している。どちらのカメラもソニー製のセンサー（前面がIMX319、背面がIMX355）であり、背面のカメラセンサーは、Pixel 3の前面カメラに使用されているものと同じである。

#### モデル別の性能
Pixel Slateは、Intelプロセッサを搭載したタブレットとしては、Google史上初めてのもので、PixelbookやChromebook Pixelと似たモデル構成となっている。ハードウェア構成は、Celeron CPUからCore i7 YシリーズCPUまで5種類あり、RAMのオプションも、4GBから16GBまでさまざまある。Celeronモデルは2019年6月に廃止され、m3、i5、およびi7モデルは2021年1月に正式に廃止されるまで利用可能だった。
| プロセッサ          | メモリ   | ストレージ | GPU                    | 価格                    |
| ------------------- | -------- | ---------- | ---------------------- | ----------------------- |
| Intel Core m3-8100Y | 8GB RAM  | 64GB eMMC  | Intel UHD Graphics 615 | $799 / £749 / CA$1049   |
| Intel Core i5-8200Y | 8GB RAM  | 128GB eMMC | Intel UHD Graphics 615 | $999 / £949 / CA$1299   |
| Intel Core i7-8500Y | 16GB RAM | 256GB eMMC | Intel UHD Graphics 615 | $1599 / £1549 / CA$1999 |

### ソフトウェア
2〜3週間ごとにGoogleがからの定期的なアップデートを受け取り、ChromeOSの最新バージョンを実行することができる。
ChromeOSはGoogleによって開発されているが、そのベースはAndroidと同様にLinuxカーネルである。そのため、Pixel Slateでは、Google Play Storeを通じてAndroidアプリを入手、ネイティブに実行できる。
また、Pixel Slateの登場時には、以前の機種であるPixelbookでは利用できなかった、改良されたUI、新機能、およびバグ修正が特にアピールされた。

### 周辺機器
Pixel Slateには、Googleがウェブサイトで販売したり、サードパーティが提供している、さまざまな周辺機器がある。

#### キーボードケース

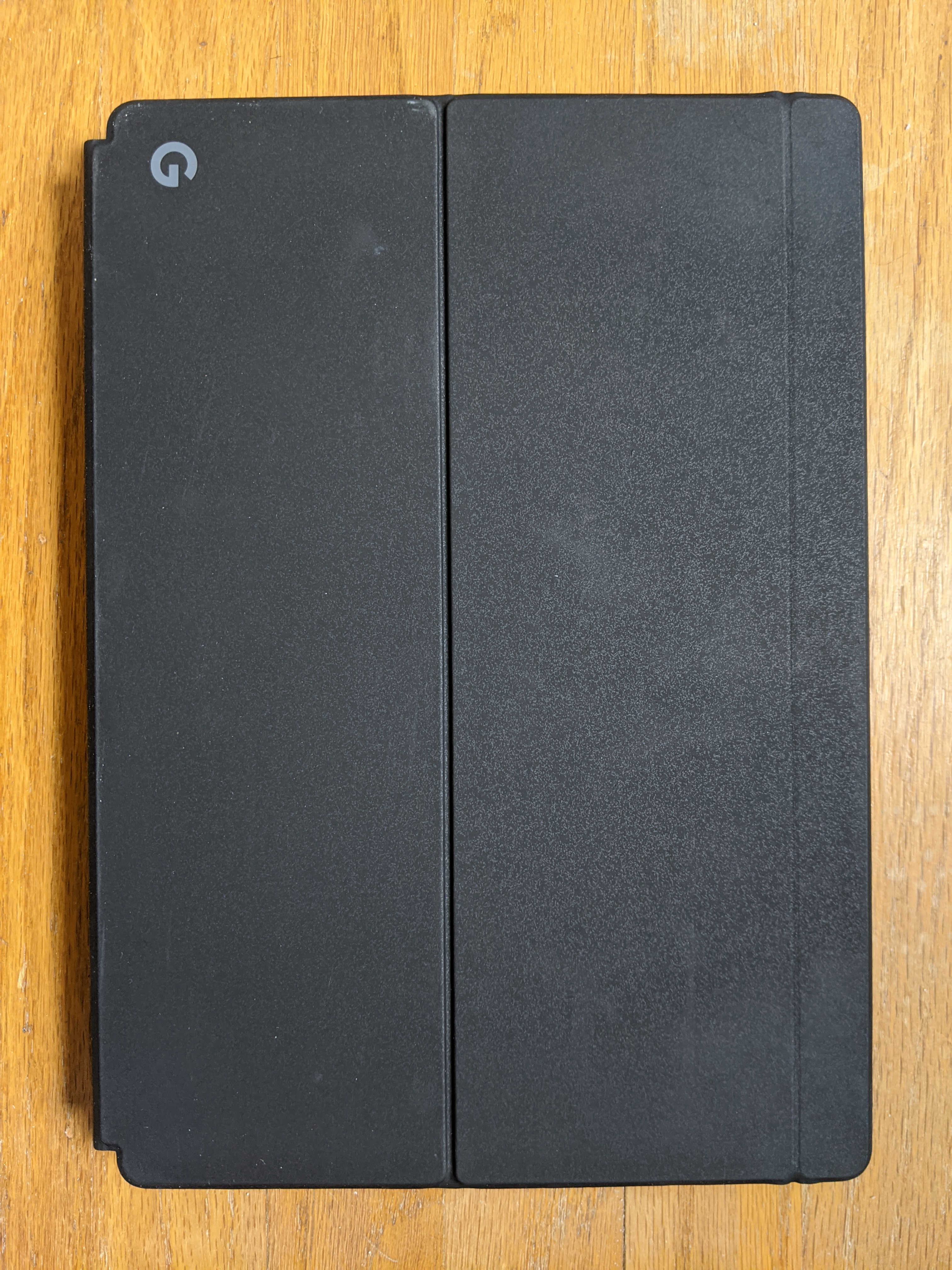
2つ折りのケースとして使えるPixel Slate Keyboard。

Pixel Slateはキーボードを内蔵していないものの、キーボードとタッチパッドが一体となった、2つ折りのケース「Pixel Slate Keyboard」を使うことができる。キーボードはポゴピンを介してアクセサリコネクタに取り付けられる。小売価格は US$199/189ポンド/CA$259。
キーボードは、標準的なChromebookのものと非常によく似ており、アプリケーションメニューを開くために使用されるCaps Lockキーと従来のファンクションキーがなく、ファンクションキー行のボタンが、アプリケーションごと、またはグローバルショートカットに特別に割り当てられています。Pixelbookと同様に、Windowsキーにあたる場所に、専用のGoogleアシスタントボタンが備えられている。
その他にはBrydgeから、Bluetooth経由で接続するPixel Slate用のクラムシェルタイプのキーボード、G-Typeも販売されている。 G-TypeはMicrosoft Surface Proのキーボードと非常によく似ており、Bluetooth対応の他のデバイスでも使用できる。

#### Pixelbook Pen
Pixel Slateは、当初はPixelbookの周辺機器としてリリースされていたスタイラス、Pixelbook Penに対応している。発売時には、Pixel Slate本体のカラーに合わせた「ミッドナイトブルー」も入手することができた。小売価格はUS$99/79ポンド/CA$129となっていた。[7][8] 他にも、いくつかのサードパーティのスタイラスでも動作するが、AESプロトコルに対応している必要がある。

#### その他の周辺機器
Pixel Budsなど、Pixelブランドのアクセサリーの多くが動作するほか、一部のサードパーティメーカーは、ゴムケース、スクリーンプロテクター、フォリオケースやスタンドなど、Pixel Slate用のアクセサリを提供している。

## 歴史
発売直後の2018年後半から、アメリカ、カナダ、イギリスの3カ国で販売されていた。キーボードケース（199ドル）とスタイラス（99ドル）の周辺機器も発売時から対応していたが、スタイラスはPixelbook用のものと同一のPixelbook Penであった。
予約注文は2018年11月6日に開始され、11月から出荷された。最も低価格な599ドルと699ドルのCeleronモデルは、リリース直後から在庫切れとなり、799ドルのm3モデルが、事実上のエントリーモデルとなった。Celeronモデルは2019年6月に正式に廃止され、そして、全モデルで200ドルの一時的な値下げが行われ、m3モデルは以前Celeronモデルと同じ価格帯で購入できるようになった 。その月の後半、Googleハードウェア上級副社長、リック・オスターローは、Googleがタブレットの新機種の開発を中止していることを認めた。
2019年のブラックフライデーセールでは、すべてのモデルでキーボードとスタイラスが同梱された上で、350ドルに値下げされた。明らかな在庫処分であり、2020年3月には残りの3つのモデルの価格も、キーボードとスタイラス同梱ながら、ほぼ半分に引き下げられた。同年12月からはすべてのモデルが「在庫切れ」または「入手不可」となり、2021年1月20日、Googleストアから削除された。

## 評価
Pixel Slateはさまざまなレビューを受けた。
Gizmodoは「ほぼ完璧なChrome OSデバイス」であると述べ、The Guardianは「Androidタブレットの死について非常に説得力のある議論をしている」と述べ、Androidの体験にいくつかの問題があったことにも触れた。
マルケス・ブラウンリーは「これは最高じゃない！」と述べた上で、レビューの大部分を使用中に経験した遅延についての解説に割いた。ブラウンリーのレビューは、ローエンドモデルに非現実的な期待を持っているとして、インターネット上で批判されたものの、回答は一般的に、彼が経験したような遅延は容認できないと共感していた。
多くのレビューでは、Pixel SlateはiPad ProやSurface Pro 6よりもクロスオーバーなデバイスであると賞賛したが、どちらのデバイスの強みとも完全には一致していないとした。その他のレビューの中では、HP Chromebook X2に劣ると比較されていた。特に価格面で、HP Chromebook X2のようなデバイスは性能と比べると大幅に安価であると批判した。ZDNetのマシュー・ミラーは、追加機能のウィッシュリストを提供しながら、それを主要なデバイスにしたと記した記事で、彼の一般的に肯定的なレビューをフォローアップした。
付属のPixel Slate Keyboard に関しては、タブレットとキーボードを膝の上で使うのが難しいと批判された一方、すべてのレビュアーが問題があると感じたわけではない。
総じてビルドクオリティや、ディスプレイ、音質には肯定的評価が多かった 一方で、主な否定的意見は、ソフトウェアの動作遅延に関するものだった。2018年12月下旬、Googleは、報告された問題に取り組んでおり、タブレットモードのすべてのChromeOSデバイスに影響を与えると報告表明した。